# Тошецький замок
Тошецький замок (пол. Zamek w Toszku) — частково реконструйований замок, в якому у наш час розташовуються культурні інституції міста Тошек, шо належить до Глівіцького повіту Сілезького воєводства Польщі.

## Історія
Історія оборонних будівель у Тошку, ймовірно, сягає X—XI століть, коли на місці нинішнього замку стояло дерев’яне городище, що належало у період регіонального розпаду сілезьким князям. На початку XV століття дерев'яні укріплення було замінено мурованим замком. У 1429 році його зруйнували гусити, а відбудував замок, зробивши його своєю постійною резиденцією князь Пшемислав Тошецький. Після його смерті в 1484 році, замок залишався власністю опольських князів до смерті Яна II Доброго в 1532 році, після чого як лен чеських королів перейшов у володіння Габсбургів. Згодом його було закладено під заставу родині Редернів, які його викупили у 1592 році та перебудували у стилі ренесансу. Вони не лише ліквідували пошкодження, заподіяні пожежею 1570 року, але також добудували житлові приміщення поруч із брамою. Племінниця Георга II Редерна вийшла заміж за графа Каспера Колонна, який згодом став власником замку та вкотре його перебудував. У XVIII столітті замок кілька разів змінював власників, спочатку ним заволодів барон Йоганн Дітріх фон Петерсвальд, потім Франциск Кароль Котулинський, згодом Пасадовські, і врешт-решт — родина поета Йозефа фон Ейхендорфа. У 1797 році Ейхендорфи продали маєток графу Франциску Адаму Гашину. Після пожежі 1811 року замок вже не відбудовували; у 1840 році руїну придбав Авраам Ґурадзе. Його родина володіла замком до Другої світової війни. Нарешті у 1957—1963 роках замок частково відбудували.
У наш час замок є резиденцією культурного центру "Замок в Тошку".

## Археологія
Археологічні розкопки засвідчили, що найдавнішою кам’яною спорудою є центральна частина в'їзної брами. Чотириповерхова вежа, яка є чотиригранною біля основи та восьмигранною згори, стоїть на своєму первісному місці, ховаючи під собою глибокі підземелля. За часів Колонна було споруджено дві бічні вежі, що оточують в'їзд. Будинок з північної сторони оборонного муру був у XVII столітті стайнею, про що свідчать збережені декоративні годівниці у вигляді поглиблень; у XVIII столітті її перетворили на оранжерею. Роботи з перебудови замку Колонн доручив міланському архітектору Яну Сереньйо, який, ймовірно, був автором дизайну двох кам’яних декоративних порталів: меншого над в'їздом у конюшню (з гербом Колоннів) та головного, що веде до резиденції.

## Світлини

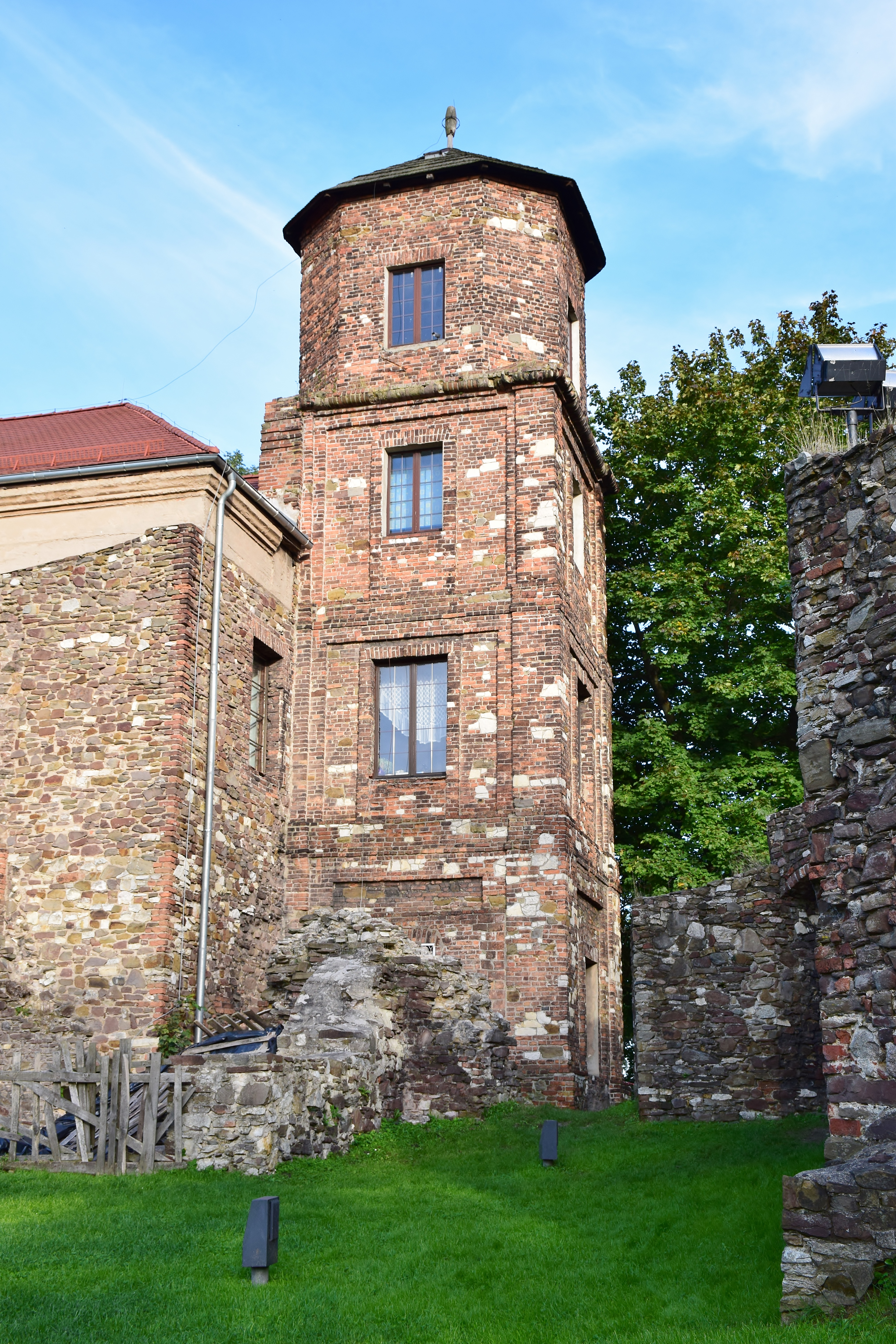
Замкова вежа
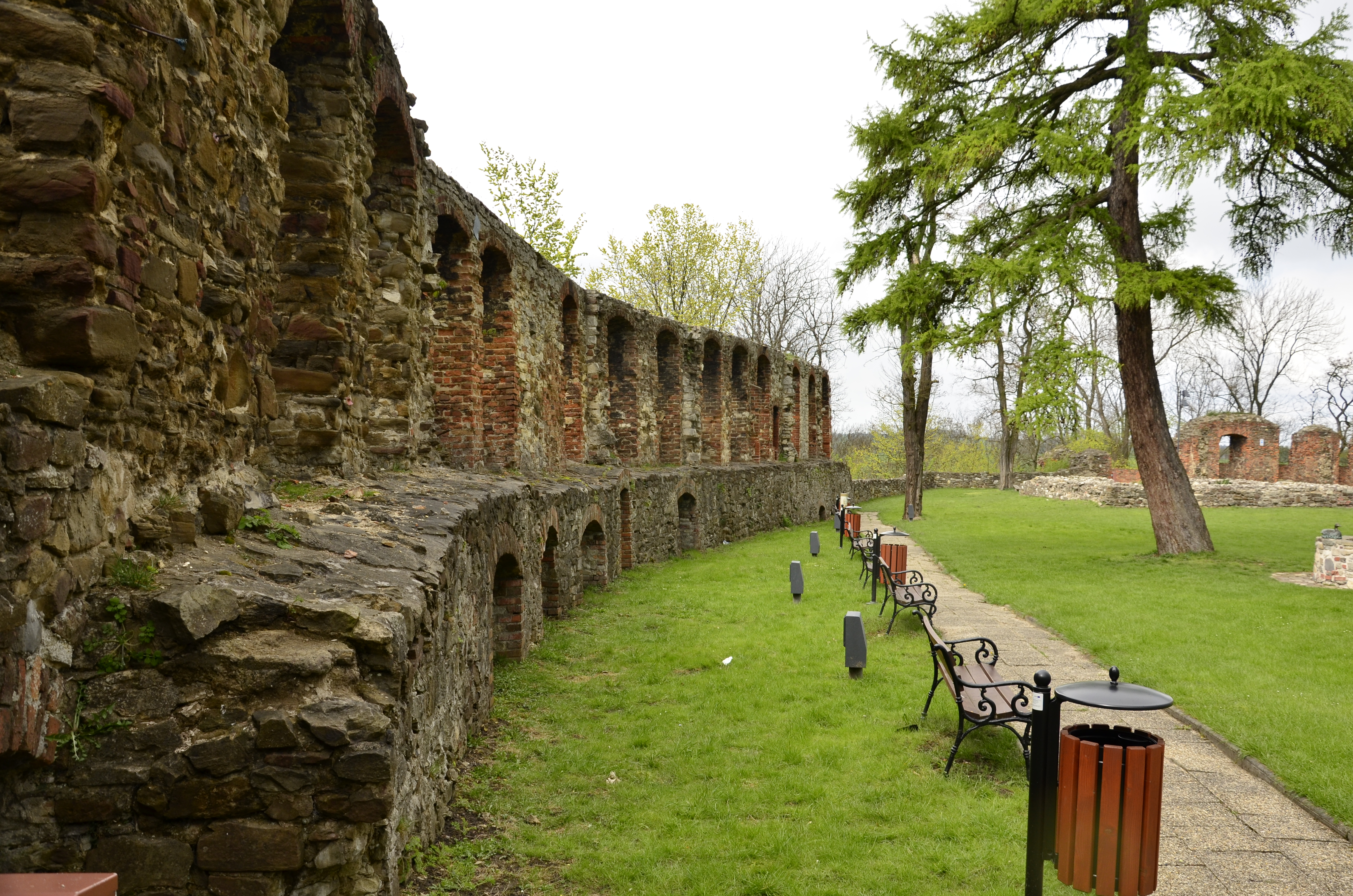
Мури замку
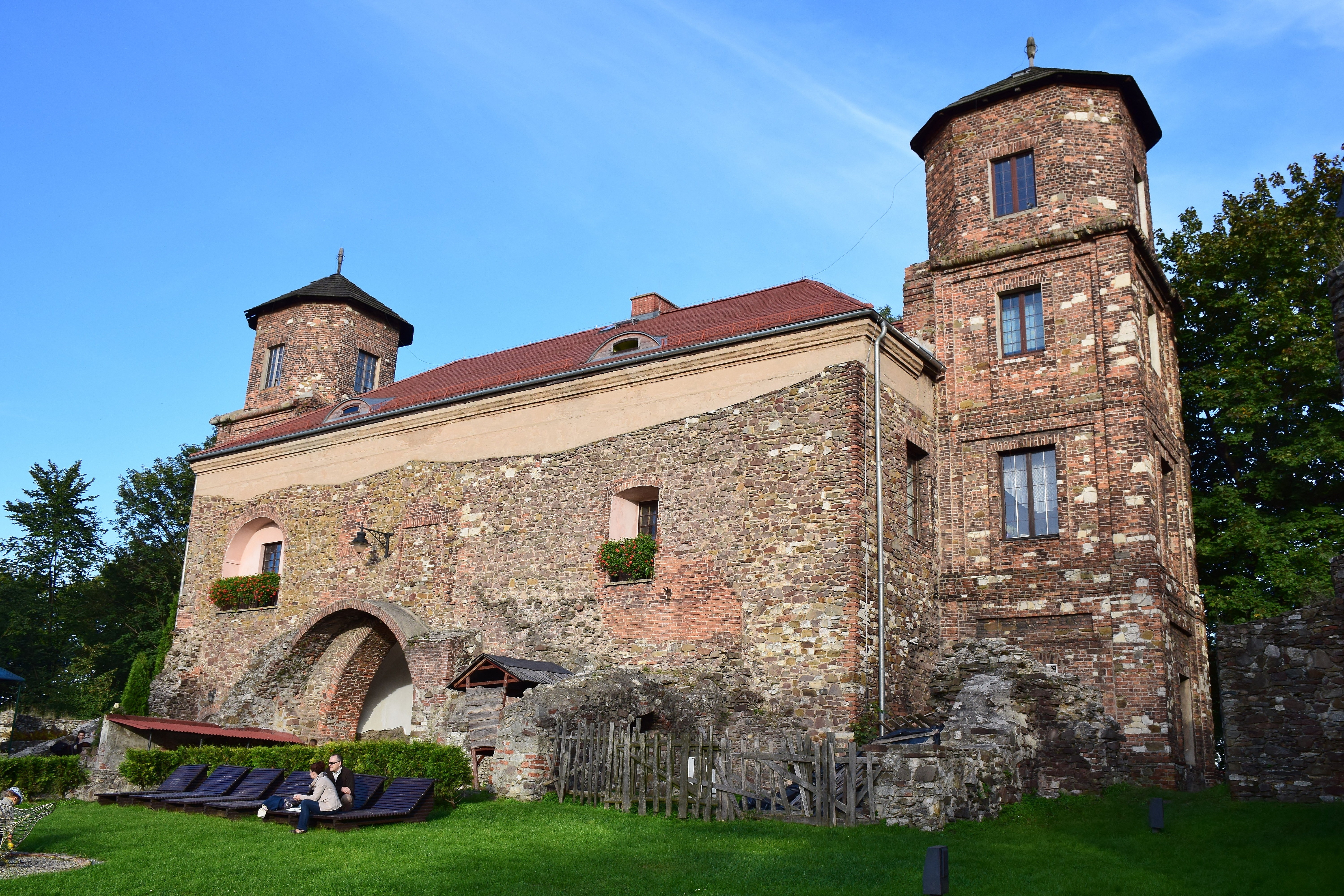
Східне крило замку
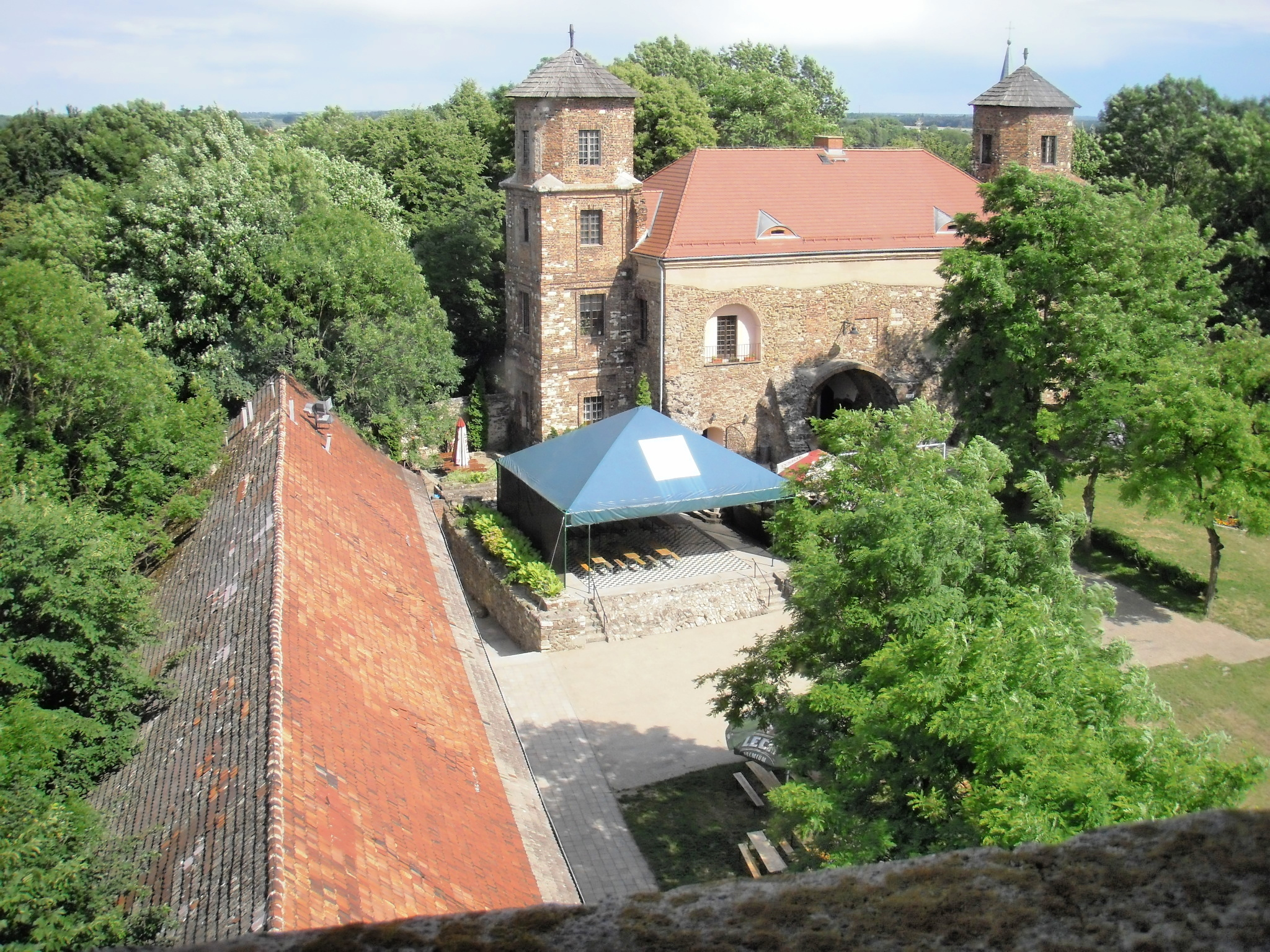
Вигляд замку згори
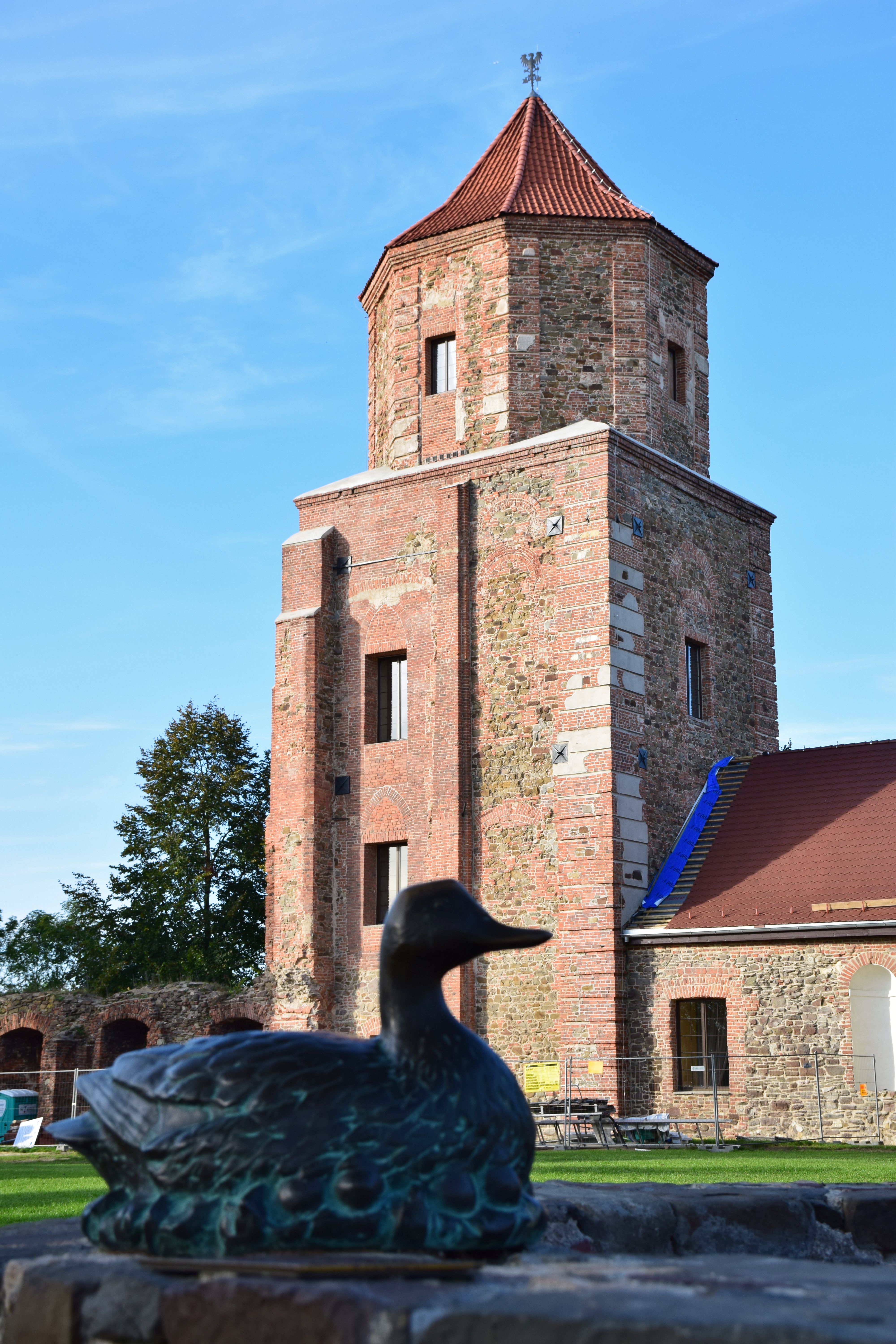
Вежа та оздоба замкової криниці